# Elizabeth Berrington
Elizabeth Berrington, nata Elizabeth Evans (Wallasey, 3 agosto 1970), è un'attrice britannica.

## Filmografia parziale

### Cinema
- Naked - Nudo (Naked), regia di Mike Leigh (1993)
- Segreti e bugie (Secrets & Lies), regia di Mike Leigh (1996)
- 8 donne e ½ (8½ Women), regia di Peter Greenaway (1999)
- Onegin, regia di Martha Fiennes (1999)
- Il mio amico vampiro (The Little Vampire), regia di Uli Edel (2000)
- Quills - La penna dello scandalo (Quills), regia di Philip Kaufman (2000)
- Il segreto di Vera Drake (Vera Drake), regia di Mike Leigh (2004)
- A Cock and Bull Story, regia di Michael Winterbottom (2005)
- Nanny McPhee - Tata Matilda (Nanny McPhee), regia di Kirk Jones (2005)
- Scoop, regia di Woody Allen (2006)
- Fred Claus - Un fratello sotto l'albero (Fred Claus), regia di David Dobkin (2007)
- In Bruges - La coscienza dell'assassino (In Bruges), regia di Martin McDonagh (2008)
- Turner (Mr. Turner), regia di Mike Leigh (2014)
- Teen Spirit - A un passo dal sogno (Teen Spirit), regia di Max Minghella (2018)
- Yesterday, regia di Danny Boyle (2019)
- Spencer, regia di Pablo Larraín (2021)
- Ultima notte a Soho (Last Night in Soho), regia di Edgar Wright (2021)

### Televisione
- Metropolitan Police (The Bill) – serie TV, 3 episodi (1996; 2001)
- The Moonstone, regia di Robert Bierman – film TV (1997)
- Casualty – serie TV, episodio 12x20 (1998)
- Testimoni silenziosi (Silent Witness) – serie TV, episodi 3x07-3x08 (1998)
- The Deal, regia di Stephen Frears – film TV (2003)
- The Office – serie TV, episodi 3x01-3x02 (2003)
- Where the Heart Is – serie TV, episodio 8x08 (2004)
- La banda dei brocchi (The Rotters' Club) – miniserie TV, 3 episodi (2005)
- Jack Frost (A Touch of Frost) – serie TV, episodio 14x01 (2008)
- Poirot (Agatha Christie's Poirot) – serie TV, episodio 11x02 (2008)
- Apparitions – serie TV, episodio 1x03 (2008)
- Psychoville – serie TV, 5 episodi (2009)
- Waterloo Road – serie TV, 38 episodi (2009-2011)
- Doctor Who – serie TV, episodio 6x04 (2011)
- New Tricks - Nuove tracce per vecchie volpi (New Tricks) – serie TV, episodio 9x08 (2012)
- Storie in scena (Playhouse Presents) – serie TV, episodio 2x06 (2013)
- L'ispettore Barnaby (Midsomer Murders) – serie TV, episodio 16x01 (2014)
- Cuckoo – serie TV, episodio 2x04 (2014)
- Babylon – serie TV, episodio 1x01 (2014)
- Doctors – soap opera, 5 episodi (2016)
- The Living and the Dead – miniserie TV, 4 episodi (2016)
- Wasted – serie TV, episodio 1x05 (2016)
- Black Mirror – serie TV, episodio 3x06 (2016)
- Tracey Ullman's Show – serie TV, 9 episodi (2016)
- Padre Brown (Father Brown) – serie TV, episodio 5x09 (2017)
- Delitti in Paradiso (Death in Paradise) – serie TV, episodio 7x01 (2018)
- Shakespeare & Hathaway investigatori privati (Shakespeare & Hathaway: Private Investigators) – serie TV, episodio 1x03 (2018)
- Patrick Melrose – serie TV, episodio 1x05 (2018)
- Vanity Fair - La fiera delle vanità (Vanity Fair) – serie TV, 3 episodi (2018)
- Sanditon – serie TV, 7 episodi (2019)
- Vera – serie TV, episodio 9x03 (2019)
- Good Omens – serie TV, 4 episodi (2019, 2023)
- The Nevers – serie TV, 7 episodi (2021-2023)
- Sex Education – serie TV, episodio 4x06 (2023)
- Lost Boys & Fairies – serie TV, 3 episodi (2023)
- Brassic – serie TV, episodio 6x05 (2024)

## Doppiatrici italiane
Nelle versioni in italiano dei suoi film, Elizabeth Berrington è stata
doppiata da:
- Rita Baldini in 8 donne e ½
- Alessandra Korompay in Spencer
- Tiziana Avarista in Nanny McPhee - Tata Matilda
- Francesca Fiorentini in Ultima notte a soho
- Antonella Giannini in Sanditon
- Selvaggia Quattrini in The Nevers
- Cinzia De Carolis in Sex Education